# Pepero

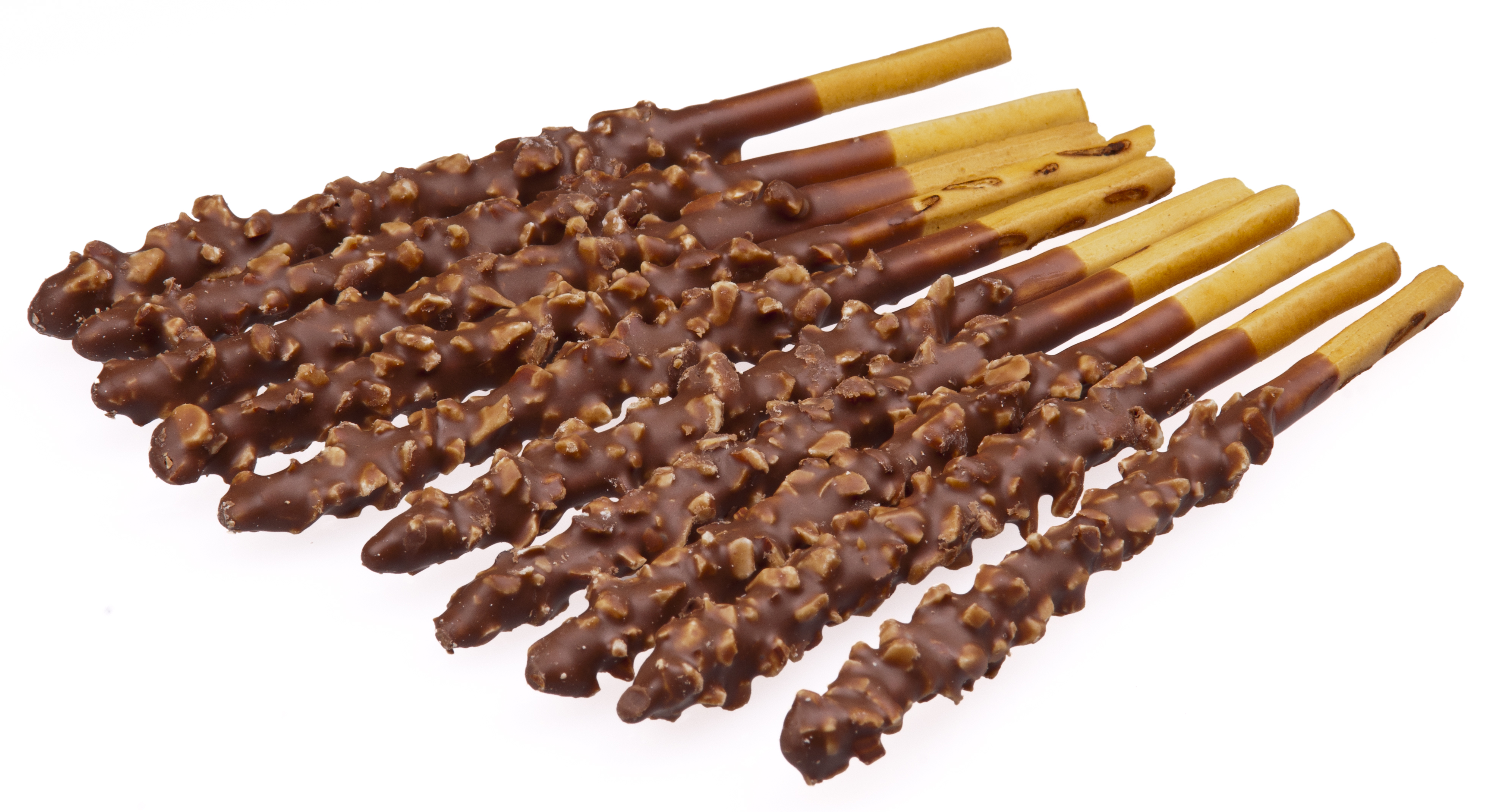
Pepero

Pepero (빼빼로) ist ein Süßwaren-Produkt, das vom südkoreanischen Unternehmen Lotte Confectionery hergestellt wird. Es kam 1982 in den Handel und ist dem japanischen Produkt Pocky des Herstellers Ezaki Glico nachempfunden. Es gibt verschiedene Geschmacksrichtungen wie Schokolade, Erdbeere, Kakao oder Käse.

## Pepero-Tag
Der Pepero-Tag ist ein Fest in Südkorea, das jedes Jahr am 11. November stattfindet, da 11/11 aussieht wie vier Pepero-Stäbchen. Der Tag wird hauptsächlich von jungen Leuten und Paaren dazu genutzt, Pepero-Stäbchen, andere Süßigkeiten und weitere Geschenke auszutauschen. Die Herstellerfirma Lotte unterstützt das Fest, behauptet aber, sie habe nichts mit der Entstehung zu tun.